# Ácido oxálico
El ácido oxálico o ácido etanodioico (también denominado sal de limón o sal amarga) es un ácido dicarboxílico con dos átomos de carbono. Su fórmula molecular es H2C2O4 y su fórmula desarrollada es HOOC-COOH.[cita requerida]
Su nombre deriva del género de plantas Oxalis, por su presencia natural en ellas. De hecho, sus sales las identificó en las acederas, en 1745,  el químico y botánico neerlandés Herman Boerhaave, y en 1776 las aisló el químico alemán Johann Christian Wiegleb. Posteriormente, se encontró también en una amplia gama de otros vegetales; entre ellos, algunos consumidos como alimento, como el ruibarbo o las espinacas.[cita requerida]
Es un ácido orgánico unas 3000 veces más potente que el ácido acético. La sal del ácido oxálico denominada oxalato es un agente reductor y también un agente quelante utilizado en la química. Numerosos iones metálicos forman precipitados insolubles con el oxalato. Un ejemplo destacado en este sentido es el del oxalato de calcio, el cual es el principal constituyente de la forma más común de cálculos renales.[cita requerida]

## Propiedades
Es el diácido orgánico más simple. Soluble en etanol y en agua, cristaliza fácilmente en el agua en forma dihidratada. Su punto de fusión hidratado es de 101.5 °C.[cita requerida]
Calentándolo, se descompone y libera principalmente dióxido de carbono (CO2), monóxido de carbono (CO) y agua.

## Pruebas analíticas clásicas
Formación de un precipitado blanco en disolución neutra con sales de calcio que se redisuelve en ácido. Reacciona con el permanganato (MnO4-) reduciéndolo a manganeso(II) y oxidándose a carbonato (CO32-) o dióxido de carbono (CO2):[cita requerida]
5 H2C2O4 + 2 MnO4- + 6 H+ -> 10 CO2 + 2 Mn2+ + 8 H2O
Las sales y los ésteres de este ácido se denominan oxalatos.
El oxalato actúa como ligando quelante, uniéndose a un átomo central a través de dos átomos de oxígeno.[cita requerida]
La reacción de Eder es una reducción fotoquímica del cloruro de mercurio (II) de calomel por oxalatos de cationes metálicos o amonio. Esta reacción se ha utilizado a menudo en actinometría.[cita requerida]
2 HgCl2 + (NH4)2C2O4 → Hg2Cl2 + 2NH4Cl + 2CO2

## Síntesis
El ácido oxálico se obtiene hoy en día por calentamiento del formiato de sodio (HCOONa) a 360 °C formándose oxalato de sodio (NaOOC-COONa) y liberándose dihidrógeno (H2).
Posteriormente se hace reaccionar el oxalato de sodio con una lechada de cal (disolución de hidróxido de calcio, Ca(OH)2), precipitando oxalato de calcio (Ca(COO)2).
Finalmente se hace reaccionar el oxalato de calcio con ácido sulfúrico (H2SO4), formándose ácido oxálico.

## Aplicaciones y usos
- En apicultura este ácido es utilizado en el control de la varroasis, enfermedad causada por ácaros del género Varroa que atacan a las abejas melíferas. Por su acción toxicológica, es objetada su utilización por algunos autores en la apicultura, si bien la miel contiene de forma natural este ácido, por lo cual se considera el tratamiento con ácido oxálico como orgánico. Hay mieles que naturalmente tienen alta concentración de ácido oxálico, como es el caso de la miel de almendro (Prunus dulcis), dependiendo la concentración del mismo en miel de la flora nectarífera que la abeja pecorea.
- En construcción y aseo del hogar, para pulir pisos de mármol y similares y limpiar baños, sanitarios y lavamanos.
- En curtiembre, para blanqueo y protección de cueros curtidos contra la putrefacción por procesos realizados con taninos y cromo. En los años 1940 se descubre su uso para curtido en la zona de Mataderos, por los curtiembreros y químicos Blaquier y Gerardo Manzanedo.
- En el lavado de ropa, para desprender el hierro y otros metales que manchan la ropa y para neutralizar el exceso de alcalinidad de los detergentes. En la industria textil, también como auxiliar en baños de teñido y en pastas de estampación. Se usa también como catalizador en las resinas aplicadas a las telas de “planchado permanente”.
- En la industria metalmecánica, como componente en baños de limpieza, decapado y fosfatado de metales, para desprender los óxidos y depositar películas que proveen protección y lubricación. En el  anodizado del aluminio, para formar películas puras, resistentes a la corrosión y a la abrasión, de colores atractivos.
- En carpintería, es utilizado, diluido en agua, para la limpieza de maderas corroídas por el tiempo, sucias y engrasadas, antes de ser pintadas. Se debe lavar con agua posteriormente a la aplicación.